# Shrek Trzeci
Shrek Trzeci (ang. Shrek the Third) – film animowany, będący kontynuacją losów bohaterów serii filmów Shrek i Shrek 2. Jego światowa premiera odbyła się 6 maja 2007. Film powstał według scenariusza napisanego przez J. Price’a, P. Seamana, J. Zacka w reżyserii Chrisa Millera i Ramana Huia. Za produkcję odpowiadał Jeffrey Katzenberg. Wytwórnia DreamWorks Animation dystrybucję filmu powierzyła Paramount Pictures.
W 2010 ukazała się kontynuacja filmu – Shrek Forever.

## Fabuła
Gdy Harold, król Zasiedmiogórogrodu i ojciec Fiony, zaczyna ciężko chorować, jego zastępcą w wykonywaniu obowiązków zostaje Shrek, który nieudolnie wykonuje powierzone mu zadania. Na łóżu śmierci król wyjawia, że jedynym prawowitym dziedzicem tronu – oprócz Shreka – jest kuzyn Fiony, Artur. Wraz z Osłem i Kotem w butach wyruszają na poszukiwania chłopaka. Tuż przed wypłynięciem w podróż, Fiona informuje Shreka, że jest w ciąży. Gdy ekipa znajduje Artura, chłopak informuje, że nie chce zostać królem, bo – jak twierdzi – nie nadaje się do objęcia tronu.
Tymczasem Książę z Bajki, wyśmiewany przez mieszkańców Zasiedmiogórogrodu, namawia „złe” postaci z bajek do przeprowadzenia zamachu stanu w królestwie. Zleca porwanie Fiony i jej przyjaciółek (Kopciuszka, Śpiącej Królewny, Królewny Śnieżki i Doris, siostry przyrodniej Kopciuszka) oraz matki, królowej Lillian, a także planuje zabójstwo Shreka podczas spektaklu teatralnego, który wystawia wspólnie z Roszpunką. W trakcie przedstawienia na pomoc ogrowi przylatuje Smoczyca wraz z Osłem, Kotem w butach i kompanami, którzy chcą uratować Shreka. Ostatecznie pojawia się Artur, który zachęca „złe” postaci z bajek do zmiany swego dotychczasowego życia. Artur zostaje nowym królem.

## Obsada
- Mike Myers – Shrek
- Cameron Diaz – Fiona
- Eddie Murphy – Osioł
- Julie Andrews – królowa Lillian
- John Cleese – król Harold
- Antonio Banderas – Kot w butach
- Rupert Everett – Książę z Bajki
- Justin Timberlake – Artur Pendragon (młody Król Artur)
- Eric Idle – czarodziej Merlin
- John Krasinski – sir Lancelot
- Maya Rudolph – Roszpunka
- Amy Poehler – Królewna Śnieżka
  - Megan Hilty – Królewna Śnieżka (głos)
- Amy Sedaris – Kopciuszek
- Cheri Oteri – Śpiąca Królewna

## Wersja polska
Opracowanie wersji polskiej: Start International Polska
Reżyseria: Joanna Wizmur
Dialogi polskie: Bartosz Wierzbięta
Teksty piosenek: Tomasz Robaczewski i Bartosz Wierzbięta
Dźwięk i montaż: Janusz Tokarzewski
Kierownictwo muzyczne: Marek Klimczuk
Kierownictwo produkcji: Dorota Nyczek
W wersji polskiej udział wzięli:
- Zbigniew Zamachowski – Shrek
- Jerzy Stuhr – Osioł
- Agnieszka Kunikowska – Fiona
- Wojciech Malajkat – Kot w butach
- Zbigniew Suszyński – Książę z Bajki (dialogi)
- Tomasz Steciuk − Książę z Bajki (śpiew)
- Jarosław Domin – Pinokio
- Tomasz Bednarek – Ciastek
- Mirosław Zbrojewicz – Wilk
- Anna Apostolakis – Smoczyca
- Marcin Hycnar – Artur Pendragon
- Andrzej Chudy – Czarodziej Merlin
- Małgorzata Zajączkowska – Królowa Lilian
- Jan Kulczycki – Król Harold
- Aleksandra Kwaśniewska – Śpiąca Królewna
- Magdalena Krylik – Królewna Śnieżka
- Joanna Węgrzynowska – Kopciuszek
- Agata Kulesza – Roszpunka
- Wojciech Mann – Doris, siostra Kopciuszka
- Krzysztof Materna – Mabel, siostra Kopciuszka
- Damian Aleksander – Lancelot
- Wojciech Paszkowski –
  - Kapitan Hak,
  - Trzy świnki

oraz:
- Grzegorz Drojewski – Chłopak wpuszczający na bal przebierańców
- Dorota Zięciowska − Wróżka Chrzestna
- Anna Gajewska − Ginewra
- Miriam Aleksandrowicz
- Jarosław Boberek
- Adam Ferency
- Roman Kołakowski
- Adam Cywka
- Stefan Knothe
- Zbigniew Konopka
- Krzysztof Królak
- Mikołaj Klimek
- Adam Krylik
- Krzysztof Szczerbiński
- Jacek Lenartowicz
- Kajetan Lewandowski
- Aleksander Mikołajczak
- Grzegorz Pawlak
- Miłogost Reczek
- Monika Pikuła
- Robert Tondera
- Paweł Szczesny
- Anna Sztejner
- Julia Kołakowska-Bytner
- Jacek Jarosz
- Jakub Szydłowski
- Jonasz Tołopiło
- Brygida Turowska
- Joanna Jędryka
- Damian Walczak
- Janusz Wituch
- Przemysław Stippa
- Andrzej Gawroński
- Joanna Wizmur
- Beata Wyrąbkiewicz

## Motywy artystyczne
- Podczas pierwszej sceny z Księciem z Bajki na ścianie w tle znajduje się praca malarza Cope2.
- Podczas pogrzebu króla Harolda chór żab wykonuje piosenkę „Live and Let Die” grupy Wings, śpiewaną przez Paula McCartneya.
- W momencie bombardowania Zasiedmiogórogrodu przez księcia z bajki i jego armię, w tle odtwarzany jest fragment piosenki „Joker & The Thief” australijskiej grupy Wolfmother.
- Kiedy Smoczyca rzuca czarownicą w biegnących napastników, jeden z nich wydaje słynny Krzyk Wilhelma.
- Kiedy Shrek rozmawia z Arturem przy ognisku, Merlin puszcza piosenkę „That’s What Friends Are For”.
- Królewna Śnieżka po uroczym śpiewaniu wydaje z siebie krzyk. Jest to odniesienie do „Immigrant Song” grupy Led Zeppelin.
- W filmie wykorzystano utwór Ramones pt. „Do You Remember Rock ’n’ Roll Radio?”.

### Ścieżka dźwiękowa
1. Royal Pain (Eels) – 2:28
2. Do You Remember Rock ’n’ Roll Radio? (Ramones) – 3:50
3. Immigrant Song (Led Zeppelin) – 2:25
4. Barracuda (Fergie) – 4:39
5. Live and Let Die (Wings) – 3:13
6. Best Days (Matt White) – 3:01
7. Joker & the Thief (Wolfmother) – 4:41
8. Other Ways (Trevor Hall) – 3:25
9. Cat's in the Cradle (Harry Chapin) – 3:46
10. Losing Streak (Eels) – 2:50
11. What I Gotta Do (Macy Gray) – 3:09
12. Thank You (Falettinme Be Mice Elf Agin) (Eddie Murphy, Antonio Banderas) – 4:39
13. Final Showdown (Maya Rudolph, Rupert Everett) – 1:55
14. Charming's Plan (Harry Gregson-Williams) – 2:49
15. Touched by Love (Eran James) (bonusowy utwór w wersji australijskiej) – 3:55

Inne utwory z filmu, które nie ukazały się na albumie:
- 9 Crimes (Damien Rice) – 3:37
- Aria (Sheep May Safely Graze) (Jan Sebastian Bach) – 5:39